# A Change of Seasons
Albums de Dream Theater
Awake
(1994) Falling into Infinity
(1997)
A Change of Seasons est un EP de Dream Theater sorti en 1995.
Il contient un morceau éponyme de 23 minutes et quelques reprises live du groupe (au Ronnie Scott's Jazz Club de Londres). Le morceau A Change of Seasons a été composé en 1990, et a été utilisé pour auditionner des chanteurs à la suite du départ de Charlie Dominici. Il était prévu qu'il apparaisse sur l'album Images and Words mais sa longueur l'empêchait d'y figurer, au grand regret des membres du groupe. C'est sous une forme évoluée qu'il apparaît sur cet album. On y retrouve deux medleys, le premier est constitué de pièces de Led Zeppelin, soit The Rover, Achilles Last Stand et The song remains the same. L'autre medley s'ouvre sur la chanson de Pink Floyd de l'album The Wall soit In the flesh Part 1 qui fait place à Carry On Wayward Son de Kansas, Bohemian Rhapsody de Queen suit, Lovin', Touchin', Squeezin' de Journey puis Cruise Control des Dixie Dregs et finalement Turn it on again de Genesis constitue ce medley. On a aussi droit à une reprise d'une chanson d'Elton John, Funeral for a friend/Love lies bleeding, ainsi que Deep Purple avec Perfect Strangers.

## Liste des chansons
| No | Titre | Paroles                                                                                           | Musique                                                                                   | Durée                                                  |
| -- | --- | ------------------------------------------------------------------------------------------------- | ----------------------------------------------------------------------------------------- | ------------------------------------------------------ |
| 1. | A Change of Seasons - I. The Crimson Sunrise - II. Innocence - III. Carpe Diem - IV. The Darkest of Winters - V. Another World - VI. The Inevitable Summer - VII. The Crimson Sunset                                                                                          | Mike Portnoy                                                                                      | Dream Theater                                                                             | 23:06 - 3:50 - 3:04 - 3:14 - 2:53 - 3:58 - 3:13 - 2:54 |
| 2. | Funeral for a Friend/Love Lies Bleeding (reprise d'Elton John) | Bernie Taupin                                                                                     | Elton John                                                                                | 10:49                                                  |
| 3. | Perfect Strangers (reprise de Deep Purple) | Ian Gillan                                                                                        | Ritchie Blackmore, Roger Glover                                                           | 5:33                                                   |
| 4. | Led Zeppelin Medley - The Rover (reprise de Led Zeppelin) - Achilles Last Stand (reprise de Led Zeppelin) - The Song Remains the Same (reprise de Led Zeppelin) | Robert Plant                                                                                      | Jimmy Page                                                                                | 7:28                                                   |
| 5. | The Big Medley - In the Flesh? (reprise de Pink Floyd) - Carry On Wayward Son (reprise de Kansas) - Bohemian Rhapsody (reprise de Queen) - Lovin', Touchin', Squeezin' (reprise de Journey) - Cruise Control (reprise de Dixie Dregs) - Turn It On Again (reprise de Genesis) | - Roger Waters - Kerry Livgren - Freddie Mercury - Steve Perry - (instrumental) - Mike Rutherford | - Waters - Livgren - Mercury - Perry - Steve Morse - Rutherford, Tony Banks, Phil Collins | 10:34 - 2:25 - 2:10 - 1:25 - 2:07 - 1:03 - 1:23        |

## Personnel
- James LaBrie : Chant
- John Petrucci : Guitare
- John Myung : Basse
- Derek Sherinian : Claviers
- Mike Portnoy : Batterie